# Claudia Belderbos
Claudia Belderbos (Doorn, 23 januari 1985) is een Nederlands roeister. Ze vertegenwoordigde Nederland bij verschillende grote internationale wedstrijden. Ze nam tweemaal deel aan de Olympische Spelen en won bij de editie van 2012 een bronzen medaille. Ze roeide voor de Utrechtse vereniging Orca.

## Biografie
Op haar zesde levensjaar begon Belderbos met wedstrijdzwemmen. Een hoogtepunt van haar zwemcarrière als jeugdzwemster was dat zij nationaal kampioen werd op de 200 vlinder (Eindhoven, 2001). In 2004 zette Belderbos een streep achter haar zwemcarrière en besloot ze zich te gaan richten op haar studie psychologie aan de Universiteit Utrecht. In 2007 studeerde Belderbos cum laude af als Master in de Psychologie.
Belderbos begon haar roeicarrière in 2007 bij Orca uit Utrecht. Op de Open Nationale Ergometer Kampioenschappen vestigden de 8 Orca dames een nieuw nationaal record. Op het water wonnen de Orca dames 2008 alle eerstejaarswedstrijden, en daarmee het eerstejaarsklassement.
In januari 2009 trad Belderbos toe tot de nationale trainingsgroep van de roeibond. Ze werd hier gecoacht door René Mijnders en Susannah Chayes. In 2009 roeide ze voor Nederland meerdere internationale wedstrijden, waaronder het WK. Hier behaalde ze in de vrouwen dames 8 brons. Bij de Europese kampioenschappen 2010 in Portugal won het Nederlandse achttal een zilveren medaille.  Door haar snelle opkomst en goede resultaten in 2009 mag Belderbos zich een jaar lang Utrechtse Sportvrouw van het jaar noemen.
Na een winter vol blessures was Belderbos de grote verrassing op het NK 2010, door als derdejaars roeister Nederlands kampioen te worden in het DSA1x veld.
In 2011 kwalificeerde ze zich bij de acht met stuurvrouw voor de Olympische Spelen door vijfde te worden bij de wereldkampioenschappen roeien 2011 in Bled. Bij haar olympisch debuut op de Olympische Zomerspelen 2012 in Londen behaalde de Nederlandse boot een vierde plaats met een tijd van 6.18,98. In de herkansing behaalde het Nederlandse team een tijd van 6.15,05. In de finale roeide het Nederlandse team naar brons met een tijd van 6.13,12. De wedstrijd werd gewonnen door de Verenigde Staten met een tijd van 6.10,59 en het Canadese team werd tweede in 6.12,06.

## Titels
- Nederlands kampioene acht met stuurvrouw - 2008, 2009, 2010
- Nederlands kampioene skiff - 2008, 2009, 2010

## Onderscheidingen
- Utrechtse Sportvrouw van het jaar - 2009

## Palmares

### twee zonder stuurvrouw
- 2011: 6e Wereldbeker I - 7.19,32
- 2012: 4e Wereldbeker I - 7.10,72

### dubbel twee
- 2014: 4e Wereldbeker II - 6.57,66

### dubbel vier
- 2009:  Wereldbeker I - 7.32,18
- 2014: 4e EK - 6.20,18

### acht met stuurvrouw
- 2008:  Wereldbeker III - 6.13,49
- 2009:  WK - 6.07,43
- 2010:  Wereldbeker I - 6.19,14
- 2010: 4e Wereldbeker III - 6.22,31
- 2010:  EK - 6.39,35
- 2010: 5e WK - 6.20,85
- 2011:  Wereldbeker I - 6.07,77
- 2011:  Wereldbeker III - 6.31,73
- 2011: 5e WK - 6.09,94
- 2012:  Wereldbeker I - 6.06,06
- 2012:  Wereldbeker II - 6.03,20
- 2012: 4e Wereldbeker III - 6.22,68
- 2012:  OS - 6.13,12
- 2015:  EK - 6.09,70
- 2015: 5e Wereldbeker III - 6.15,55
- 2015: 6e WK - 6.12,33
- 2016:  Wereldbeker I - 6.22,38
- 2016:  EK - 6.51,83
- 2016:  Wereldbeker III - 6.12,04
- 2016: 6e - OS - 6.08,37

Chantal Achterberg · 
Claudia Belderbos · 
Carline Bouw · 
Sytske de Groot · 
Annemiek de Haan · 
Nienke Kingma · 
Roline Repelaer van Driel · 
Jacobine Veenhoven · 
Anne Schellekens (stuurvrouw)